# Gipfel der Völker
Der Gipfel der Völker (span. Cumbre de los Pueblos) versteht sich als Gegenveranstaltung zum Amerika-Gipfel und richtet sich gegen die Politik der gesamtamerikanischen Freihandelszone (FTAA). Der dritte Kongress dieser Art fand vom 1. bis zum 5. November 2005 in Mar del Plata, Argentinien statt. Es versammelten sich dort vor allem politisch engagierte Menschen aus Nord-, Mittel- und Südamerika, die sich für eine soziale und gegen eine neoliberale Politik auf dem amerikanischen Kontinent einsetzen. Im Gegensatz zum Amerika-Gipfel, der vom 4. bis zum 5. November 2005 ebenfalls in Mar del Plata stattfand, war Kuba auf dem Gipfel der Völker vertreten.